# Königsfeld (Freyung)
Königsfeld war ein amtlich benannter Gemeindeteil der Stadt Freyung im Landkreis Freyung-Grafenau.
Der Ort kam 1954 durch Eingemeindung von Ort zur Stadt Freyung. Der Gemeindeteilname wurde zwischenzeitlich aufgehoben. Bei der Volkszählung 1961 hatte der Weiler 17 Einwohner in drei Wohngebäuden.